# Джефферсон-Сіті
Дже́фферсон-Сіті (англ. Jefferson City) — місто (англ. city) у центральній частині США, в округах Келлевей і Коул адміністративний центр штату Міссурі, порт на річці Міссурі. Населення — 43 228 осіб (2020). Назване на честь третього президента США Томаса Джефферсона.
Джефферсон-Сіті знаходиться на північному краю плато Озарк на південній стороні річки Міссурі у регіоні, відомому як Середній Міссурі. Крім того, у західній частині одного з основних виноробних регіонів Середнього Заходу, Міссурі Райнленд. Місто має куполоподібний Капітолій, який піднімається від стрімчаку з видом на річку Міссурі на північ.
Льюїс і Кларк пройшли стрімчак на своїй історичній експедиції вгору по річці, перш ніж європейці встановили якесь поселення.

## Історія
У доколумбови часи, цей регіон був домівкою стародавнього народу відомого тільки як "будівельники насипів".

## Географія
Джефферсон-Сіті розташований за координатами 38°34′3″ пн. ш. 92°10′31″ зх. д. / 38.56750° пн. ш. 92.17528° зх. д. (38.567461, -92.175254).  За даними Бюро перепису населення США в 2010 році місто мало площу 97,31 км², з яких 93,10 км² — суходіл та 4,21 км² — водойми.

### Клімат
| Клімат : Джефферсон-Сіті | Клімат : Джефферсон-Сіті | Клімат : Джефферсон-Сіті | Клімат : Джефферсон-Сіті | Клімат : Джефферсон-Сіті | Клімат : Джефферсон-Сіті | Клімат : Джефферсон-Сіті | Клімат : Джефферсон-Сіті | Клімат : Джефферсон-Сіті | Клімат : Джефферсон-Сіті | Клімат : Джефферсон-Сіті | Клімат : Джефферсон-Сіті | Клімат : Джефферсон-Сіті | Клімат : Джефферсон-Сіті |
| Показник                 | Січ.                     | Лют.                     | Бер.                     | Квіт.                    | Трав.                    | Черв.                    | Лип.                     | Серп.                    | Вер.                     | Жовт.                    | Лист.                    | Груд.                    | Рік                      |
| Абсолютний максимум, °C  | 26,1                     | 31,7                     | 36,1                     | 35,6                     | 38,9                     | 40,6                     | 44,4                     | 43,9                     | 41,7                     | 35,6                     | 30,6                     | 26,1                     | 44,4                     |
| Середній максимум, °C    | 4,4                      | 7,4                      | 13,2                     | 19,3                     | 23,9                     | 28,6                     | 31,3                     | 31,0                     | 26,5                     | 20,3                     | 13,2                     | 5,9                      | 18,7                     |
| Середня температура, °C  | −0,9                     | 1,7                      | 7,0                      | 12,9                     | 18,1                     | 23,1                     | 25,7                     | 25,0                     | 20,2                     | 13,7                     | 7,4                      | 0,7                      | 12,9                     |
| Середній мінімум, °C     | −6,2                     | −4,1                     | 0,7                      | 6,6                      | 12,1                     | 17,6                     | 20,1                     | 19,1                     | 13,9                     | 7,2                      | 1,6                      | −4,4                     | 7,0                      |
| Абсолютний мінімум, °C   | −30,6                    | −31,7                    | −26,7                    | −10,6                    | −4,4                     | 3,3                      | 5,6                      | 5,0                      | −1,7                     | −10                      | −17,2                    | −29,4                    | −31,7                    |
| Норма опадів, мм         | 49                       | 58                       | 76                       | 106                      | 132                      | 112                      | 109                      | 101                      | 105                      | 85                       | 92                       | 68                       | 1093                     |
| ------------------------ | ------------------------ | ------------------------ | ------------------------ | ------------------------ | ------------------------ | ------------------------ | ------------------------ | ------------------------ | ------------------------ | ------------------------ | ------------------------ | ------------------------ | ------------------------ |
| Джерело: NOAA            |                          |                          |                          |                          |                          |                          |                          |                          |                          |                          |                          |                          |                          |

## Демографія
Згідно з переписом 2010 року, у місті мешкало 43 079 осіб у 17 278 домогосподарствах у складі 9969 родин. Густота населення становила 443 особи/км².  Було 18852 помешкання (194/км²).
Расовий склад населення:
| - 78,0 % — білих - 16,9 % — чорних або афроамериканців - 1,8 % — азіатів - 0,3 % — корінних американців - 0,1 % — вихідців з тихоокеанських островів |

До двох чи більше рас належало 2,2 %. Частка іспаномовних становила 2,6 % від усіх жителів.
За віковим діапазоном населення розподілялося таким чином: 20,9 % — особи молодші 18 років, 65,7 % — особи у віці 18—64 років, 13,4 % — особи у віці 65 років та старші. Медіана віку мешканця становила 37,5 року. На 100 осіб жіночої статі у місті припадало 105,1 чоловіків;  на 100 жінок у віці від 18 років та старших — 106,3 чоловіків також старших 18 років.
Середній дохід на одне домашнє господарство  становив 61 657 доларів США (медіана — 47 969), а середній дохід на одну сім'ю — 74 686 доларів (медіана — 62 147). Медіана доходів становила 45 324 долари для чоловіків та 36 241 долар для жінок. За межею бідності перебувало 16,1 % осіб, у тому числі 23,3 % дітей у віці до 18 років та 8,7 % осіб у віці 65 років та старших.
Цивільне працевлаштоване населення становило 19 525 осіб. Основні галузі зайнятості: освіта, охорона здоров'я та соціальна допомога — 21,8 %, публічна адміністрація — 17,1 %, роздрібна торгівля — 11,9 %, науковці, спеціалісти, менеджери — 9,7 %.